# Gobernación del Monte Líbano
La gobernación del Monte Líbano (en árabe: جبل لبنان ) es una de las nueve gobernaciones de Líbano. Su capital es Baabda. Esta gobernación es a menudo llamada el centro de los cristianos libaneses debido al hecho de que la gran mayoría de su población está compuesta de católicos maronitas, ortodoxos griegos y otros cristianos. Sin embargo, hay también musulmanes en el área, especialmente de la comunidad drusa.

## Geografía
La gobernación del Monte Líbano (excepto el área alrededor de Beirut) se extiende a lo largo de la costa del mar Mediterráneo. Limita con la gobernación del Norte en la parte septentrional y la gobernación del Sur en la parte meridional. En el lado este, limita con las gobernaciones de Bekaa y Baalbek-Hermel.
La altitud de la provincia oscila entre los cero y los 3000 metros sobre el nivel del mar. Tiene diversas características geográficas, incluyendo áreas urbanas, áreas rurales mixtas y áreas naturales. Lo atraviesan cinco ríos (Nahr El Kalb, Nahr Beirut, Damour, Awali River y Nahr Ibrahim) e incluye la presa Shabrouh con una capacidad de 8 millones de metros cúbicos de agua.

## Distritos
Esta gobernación se compone de seis distritos administrativos:
- Baabda (قضاء بعبدا) con capital en Baabda.
- Aley (قضاء عاليه) con capital en Aley.
- Metn (قضاء المتن) con capital en Jdeideh.
- Keserwan (قضاء كسروان) con capital en Joünié.
- Chouf (قضاء الشوف) con capital en Beit ed-Dine.

- Jbeil (قضاء جبيل) con capital en Biblos.

## Economía
La economía de la gobernación del Monte Líbano depende principalmente de las actividades industriales. La gobernación incluye el porcentaje más alto de establecimientos industriales en el Líbano (alrededor del 58% del total de establecimientos industriales libaneses). La mayoría de estos establecimientos trabajan en el sector de las industrias alimentarias (17,93%), por lo que representan el 34% del total de empresas dedicadas a las industrias alimentarias. A este sector le siguen las empresas papeleras y de imprenta, que constituyen el 13,15% de los establecimientos industriales de Monte Líbano. Hay más de 12 zonas industriales en el Monte Líbano, cerca del puerto de Beirut.

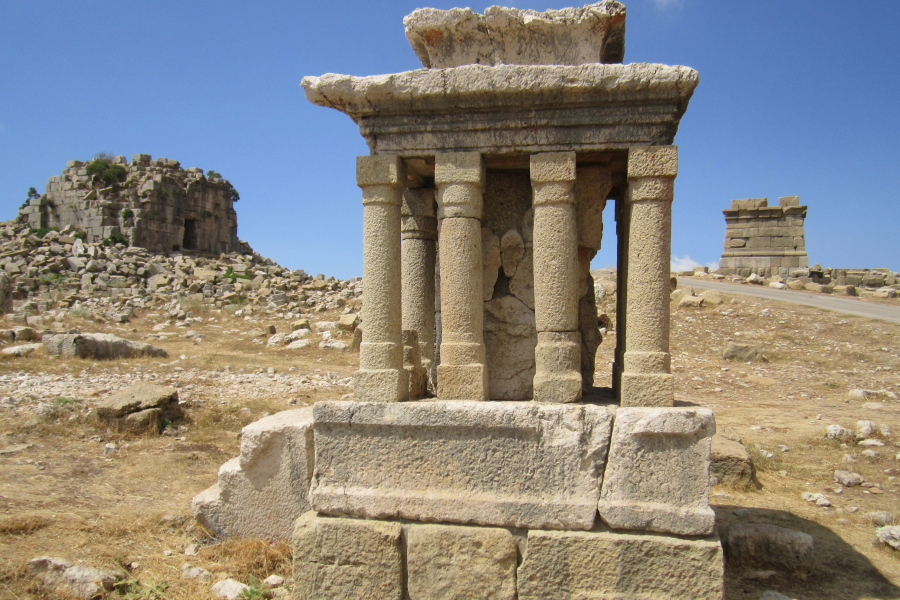
Ruinas de la época del Imperio Romano en Faqra

La gobernación del Monte Líbano incluye 5 sitios turísticos de los nueve más atractivos para los turistas. También incluye 260 hoteles, que es el porcentaje más alto entre las gobernaciones, con la excepción de Beirut.

## Demografía
La gobernación es una de las más extensas de la República del Líbano, posee 1968 km² de superficie. Estos kilómetros cuadrados son habitados por 1.731.962 personas. La densidad poblacional de la Gobernación del Monte Líbano es de 800,06 pobladores por kilómetro cuadrado.

### Religión
No hay estadísticas precisas, pero según el número de votantes registrados en 2005, el porcentaje de cristianos es del 65,8 %, seguido por los drusos con el 15,43 %, luego los musulmanes sunitas con el 8,23 %, seguidos por los musulmanes chiitas con el 7,76 %